# ГЕС Jiǎojīpíng
ГЕС Jiǎojīpíng (脚基坪水电站) — гідроелектростанція у центральній частині Китаю в провінції Сичуань. Знаходячись між ГЕС Guōlàngqiāo (вище за течією) та ГЕС Gànxīpō, входить до складу каскаду на річці Tiānquánhé, яка впадає ліворуч до Yingjing незадовго до приєднання останньої праворуч до Qingyi (своєю чергою, Qingyi приєднується ліворуч до Дадухе незадовго до устя останньої на правобережжі Міньцзян — великої лівої притоки Янцзи).
У межах проєкту річку перекрили бетонною греблею довжиною біля сотні метрів, котра спрямовує воду до прокладеного у лівобережному гірському масиві дериваційного тунелю довжиною понад 7 км. Він транспортує ресурс для встановлених у машинному залі трьох турбін типу Френсіс потужністю по 24 МВт, які використовують напір у 88 метрів та забезпечують виробництво 338 млн кВт·год електроенергії на рік.